# César Gallardo
César L. Gallardo Echavarría (Montevideo, 17. veljače 1896. – Montevideo, 1989.), urugvajski mačevalac koji se natjecao na Olimpijskim igrama. 
Nastupio je u disciplinama momčadski floret na Olimpijskim igrama 1948. u Londonu.